# Uomo Ragno 2099
Uomo Ragno 2099 (in inglese Spider-Man 2099), è stata una serie a fumetti incentrata sulla versione futuristica del personaggio immaginario dell'Uomo Ragno, qui alter ego di Miguel O'Hara, creato da Peter David (testi) e Rick Leonardi (disegni) nel 1992 e pubblicata negli Stati Uniti dalla Marvel Comics nella linea editoriale Marvel 2099 nella quale vennero proposte le reinterpretazioni, ambientate nel futuro, di personaggi della serie classica della Marvel e di altri creati per l'occasione.

## Storia editoriale
Negli USA apparve in anteprima sull'albo Amazing Spider-Man n. 365, per proseguire sulla serie regolare Spider-Man 2099 uscita nel novembre 1992 e chiusa con il n. 46 ad agosto 1996.
Nel 2014 la testata tornò nuovamente in pubblicazione con il titolo Spider-Man 2099 (vol. 2) della durata di 12 numeri, per i testi di Peter David ed i disegni di Will Sliney, in Italia pubblicata dal 2015, su The Amazing Spider-Man insieme alle avventure dell'Uomo Ragno classico.
Nel 2015, subito dopo il crossover Secret Wars, la testata viene rilanciata, con il titolo Spider-Man 2099 (vol. 3) durata 25 numeri e curata sempre dagli stessi autori. Il personaggio, per l'occasione, ottiene anche un restiling del costume curato da Kris Anka. La serie a fumetti, come la precedente, è stata pubblicata dalla Panini Comics su L'Uomo Ragno.

### Edizione italiana
In Italia, la Star Comics esordisce con il numero unico Marvel 2099 Speciale, identificata talvolta come "numero zero", supplemento di L'Uomo Ragno n. 118 del 30 aprile 1993. L'albo racchiude il primo numero delle testate Spider-Man 2099, Doom 2099, The Punisher 2099 e Ravage 2099.
A giugno 1993 esordisce la serie regolare Marvel 2099, la quale porta sempre come testata il nome L'Uomo Ragno 2099 (pur pubblicando a rotazione anche altre serie della linea).
Chiusa la serie con il n. 30, Spider-Man 2099 prosegue sulla serie 2099 A.D. (che chiude con il n. 13) e infine su 2099 Special.

## Biografia del personaggio

### Origini
Miguel O'Hara, nato in Messico e cresciuto a Nueva York (la New York del XXI secolo), è un giovane ma geniale genetista della Alchemax, megacorporazione che possiede una vasta influenza sul nord America (gestendo, tra l'altro, la forza di polizia locale Occhio Pubblico) e le cui attività semi-legali lo preoccupano non poco.
Miguel O'Hara si distingue molto da Peter Parker: il primo, infatti è un ragazzo molto sicuro di sé, dalla risposta sempre pronta e talvolta risulta antipatico, mentre il secondo, invece, era più timido, riservato e tormentato, ma comunque buono, gentile e responsabile. Da bambino Miguel venne preso sotto custodia dalla Alchemax per il suo ottimo punteggio ai test, e il padre, un uomo molto violento, lo costrinse ad andare senza neanche interessarsi dell'opinione della moglie e del figlio. Per questo Miguel odiava profondamente il padre, tanto che, un anno prima della sua morte, lo incontrò per strada insieme alla sua fidanzata, e il padre lo incitò a picchiarlo, cosa che però il ragazzo non fece, non per amore, ma per odio: temendo infatti che picchiandolo lo avrebbe ucciso, desiderava invece per lui una morte lenta e dolorosa, degna della sua malvagità. Ciononostante, Miguel sotto la sua scorza da menefreghista, mostra un grande affetto verso il suo fratellino, Gabriel, e si impegna a combattere la Alchemax nei panni dell'Uomo Ragno 2099.
Lavorando ad esperimenti sulla mutazione genetica degli animali (in particolare armeggiava attorno a un "progetto ragno"), l'ottuso e invidioso capo-progetto, Aaron Delgato, lo spinge a sperimentarlo su un uomo, che muore. Disgustato dall'immoralità della Alchemax, tenta di rassegnare le dimissioni, discutendo con il boss, Tyler Stone. Tyler per tutta risposta, lo costringe a rimanere, somministrandogli con l'inganno il Rapture, una droga allucinogena che crea fortissima dipendenza, molto costosa, ma perfettamente legale e, guardacaso, prodotta in esclusiva dalla Alchemax.
Per niente soddisfatto, Miguel torna di sera nei laboratori per applicare le sue teorie mutageniche su sé stesso, per eliminare la droga. Non visto, l'invidioso Aaron Delgato sabota le macchine, ma Miguel ne esce vivo, e mutato. La lotta che ne consegue uccide Delgato, e Miguel scopre di avere acquisito capacità ragnesche simili a quelle dell'ormai dimenticato eroe del ventesimo secolo Uomo Ragno.
Dimenticato sì, ma non da tutti, esistono infatti vari culti sugli eroi del passato, e Miguel, scappando dalla Alchemax, si imbatte in uno di questi (un thoriano), il quale gli cede un aliante fatto di tessuto speciale a particelle leggere. Dotato di questo aliante (che userà per planare in aria) e del costume a molecole instabili recuperato in casa (comprato originariamente per andare al Festival del giorno dei morti), Miguel indossa ufficialmente i panni dell'Uomo Ragno del 2099.

### Ritorno al Futuro
Nella saga Ritorno al Futuro, legata agli eventi di Superior Spider-Man, Miguel O'Hara venne sbalzato nel presente per portare fine alla minaccia temporale in grado di compromettere il proprio futuro del 2099, causando la cancellazione di Tyler Stone e della propria discendenza (tra cui lo stesso Miguel). Rimasto bloccato nel presente, Miguel trova quindi impiego nella Alchemax ed interagisce in questa nuova realtà, ancora una volta con l'identità di Spider-Man 2099.

### Goblin Nation
Miguel aiuta Spider-Man a combattere l'esercito del re Goblin. Vengono entrambi catturati dai robot costruiti da J. Jonah Jameson, che cadono sotto il controllo di Re Goblin, con shock di Miguel. Otto in seguito lo abbandona per andare a soccorrere Anna Maria. Miguel riesce a sconfiggere i suoi avversari, anche da solo e poi collabora con il vero Spider-Man scoprendo della sua possessione da parte del dottor Octopus. Porta poi in salvo Normie Osborn, Tiberius Stone e Liz Allan mentre Peter combatte Re Goblin. Dopo la sconfitta e fuga di Osborn, Miguel si allontana.

### Una specie di ritorno a casa
Miguel si fa assumere all'Alchemax e, mentre discute con Stone sulla vendita degli Ammazzagoblin al Trans-Sabal, vengono interrotti da un agente della TOTEM che era venuto a eliminare Miguel. Stone entra in un rifugio dove c'era posto solo per lui e lascia il nipote a sbrigarsela da solo. Durante la battaglia, i due finiscono nell'ufficio di Liz Allan, attuale CEO dell'Alchemax. L'agente la riconosce e propone a Spider-Man che se gli permette di ucciderla lo lascerà in pace. Miguel fa finta di accettare, ma in realtà colpisce l'agente di sorpresa eliminandolo. In seguito, Liz Allan si rende conto che Spider-Man 2099 molto probabilmente lavora per l'Alchemax e decide di smascherarlo in modo che faccia il supereroe per lei. Successivamente accompagnerà Tiberius Stone nel suo viaggio e si troverà ad affrontare lo Scorpione.

### Ragnoverso
Dopo il combattimento con lo Scorpione, Miguel comincia a soffrire di visioni di altre versioni di se stesso che vengono uccisi. Miguel inizialmente le ignora, fino a quando non vede una di esse uccisa da Morlun. Nonostante sia solo a pochi passi dal vampiro Morlun, Miguel riesce a fuggire, e rendendosi conto che l'Erede ha paura di Terra-616, e decise di chiedere a Peter Parker, il nostro Spider-Man, col quale, insieme a Silk, verrà reclutato nell'esercito di Spider-UK e andrà con loro su Terra-13. Lì, viene scelto per far parte della squadra che raggiungerà il team capitanato da Superior Spider-Man (Otto Octavius). L'arrivo di così tanti Spider-Men attira Daemos, che però viene sconfitto e ucciso. Con l'arrivo di altri Eredi, tra cui il Daemos appena deceduto, si deduce che gli eredi utilizzino corpi clonati per rendersi immortali. Miguel, l'Uomo Ragno a sei braccia e Lady spider fuggono così con il corpo del defunto Daemos per studiarlo. Quest'ultimo, in un nuovo corpo, li raggiunge e uccide l'Uomo Ragno a sei braccia, ma Miguel e May riescono a imprigionarlo e a studiarne il cadavere, mentre l'Erede, che si trova in un terzo corpo, affronta il Punitore 2099. I due ragni si rifugiano poi nella zona sicura, ignari che fosse stata abbandonata dopo l'attacco degli Eredi, e vi trovano i resti di Leopardon, che i due recuperano e potenziano con energia nucleare, dannosissima per i vampiri psichici. Usando il robot pronto per la battaglia, i due raggiungono il resto dell'esercito per l'ultima battaglia contro gli eredi. Dopo la vittoria, tutti i ragni tornano ai rispettivi universi, e Miguel ne approfitta per tornare al 2099, una volta per tutte.

### 2099 imperfetto
Stranamente, però, Miguel, anziché fare ritorno alla sua linea temporale, finisce invece in un mondo devastato dalla Alchemax e governato dal Maestro, che scambia Miguel per l'originale Spider-Man. Venendo sconfitto facilmente da quest'ultimo, Maestro lo chiude in cella con Strange. I due escogitano un piano per fuggire e usano un'invenzione del Dottor Destino per tornare su Terra-616. Si lega inoltre sentimentalmente a Tempest Monroe, curandola dal cancro attraverso una cura preparata nel 2099. Tuttavia, il siero causerà a Tempest una reazione negativa, trasformandola in una donna insetto. Malgrado ciò, Miguel riesce a salvarle la vita, riportandola a casa sana e salva. Dopo quest'avventura, Tempest intuisce l'identità segreta di Spider-Man 2099.

### La Nuovissima Marvel
Dopo l'incursione finale tra Terra-616 e Terra-1610, l'universo viene ripristinato da Mr. Fantastic e, otto mesi dopo, Miguel abbandona l'Alchemax di Tiberius Stone per entrare nello staff delle Parker Industries, legandosi sempre più con Tempest, la quale ha da poco scoperto l'identità segreta di Miguel. O'Hara decide di iniziare una vita felice al fianco di Tempest, abbandonando la sua doppia vita come Uomo Ragno, malgrado Peter Parker, l'originale Spider-Man, non approvi tale scelta. Nel frattempo, Tempest scopre inoltre di essere incinta da parte di Miguel. Durante un appuntamento, dei terroristi attaccano il ristorante dove Miguel e Tempest avevano un appuntamento, uccidendo la seconda. Arrabbiato con se stesso, O'Hara ritorna alle Parker Industries per riprendere la sua carriera da Uomo Ragno, utilizzando un nuovo costume creato dallo stesso Parker che aveva precedentemente rifiutato. Miguel investiga sui terroristi, ottenendo informazioni che lo spingono a dover lottare contro il dottor Chronos: riuscirà a sconfiggerlo e prima che questo muoia in circostanze misteriose riuscirà a strappare il nome dell'organizzazione dietro l'attentato al ristorante: Fist. Nonostante ciò, Spider-Man 2099 non sa che Tempest è in realtà in coma, tenuta prigioniera in ospedale dalla madre della ragazza, che non vuole che Miguel la frequenti di nuovo.

## Poteri e abilità
I poteri dell'Uomo Ragno 2099 differiscono in alcune prerogative da quelli dell'Uomo Ragno classico. Aderisce alle pareti grazie a degli artigli retrattili che ha sulla punta delle dita e non dispone di un "senso di ragno". Per quanto riguarda forza, agilità e riflessi invece i suoi livelli di capacità sono più elevati a quelli del suo predecessore, inoltre è dotato della "visione accelerata", un potere che gli consente di reagire molto più velocemente agli attacchi, e di muoversi più velocemente rispetto al normale. È dotato anche della possibilità di inoculare con il morso tramite i suoi canini un veleno paralizzante. Negli avambracci ha due ghiandole che producono una ragnatela naturale che viene lanciata tramite una contrazione muscolare dal dorso delle mani, a differenza dell'originale Uomo Ragno che produceva in laboratorio un composto chimico, indurente all'aria, che spruzzava tramite degli appositi bracciali di propria invenzione noti come "lancia-ragnatele".

## Altre versioni

### Exiles
Quando gli Exiles tentando di fermare Proteus arrivano in un momento del passato di Miguel antecedente alla caduta di Destino e con le loro azioni modificano la realtà creando un futuro alternativo (designato come Terra-6375) a quello della linea temporale di Marvel 2099 (nota come Terra-928). Proteus si era impossessato dell'Hulk del futuro e poiché aveva smascherato Miguel davanti ai peggiori criminali di quel tempo, come Tyler Stone e Destino, l'eroe decide di andarsene dalla sua realtà con gli Exiles (in Exiles n.75-77). In seguito a svariate vicissitudini, tornerà temporaneamente nella sua realtà per verificare che la sua famiglia fosse al sicuro, nonostante il suo smascheramento. Tempo dopo (Exiles n.98, 2007) lascerà gli Exiles dopo essersi stabilito su Terra-22056 con la sua nuova ragazza.

## Altri media

### Videogiochi
- Il costume di Spider-Man 2099 è utilizzabile come costume alternativo nei videogiochi:
  - Spider-Man (2000);
  - Spider-Man 2: Enter Electro (2001);
  - Spider-Man: Il regno delle ombre (2008);
  - Spider-Man: Edge of Time (2011);
  - The Amazing Spider-Man 2 (2014);
  - Marvel's Spider-Man (2018).
  - Marvel's Spider-Man 2 (2023).
- Miguel O'Hara è uno dei personaggi giocabili del videogioco Spider-Man: Shattered Dimensions, in cui il protagonista è una della quattro varianti utilizzabili dell'Uomo Ragno.[3]
- Spider-Man 2099 è giocabile anche in Spider-Man: Edge of Time, titolo del 2011. In questo gioco Spider-Man 2099 e Spider-Man dovranno evitare la morte prematura di Peter Parker, causata dall'Anti-Venom, ingaggiato da uno scienziato del 2099 che ha viaggiato a ritroso nel tempo fino ai nostri giorni.
- Spider-Man 2099 è un personaggio giocabile in LEGO Marvel Super Heroes 2.
- Spider-Man 2099 appare come personaggio giocabile nel videogioco per smartphone Marvel: Sfida dei campioni.
- Spider-Man 2099 è una carta del videogioco Marvel Snap.

### Cinema
- Miguel O'Hara (interpretato da Oscar Isaac e doppiato da Emanuele Ruzza) appare in una scena dopo i titoli di coda del film d'animazione Spider-Man - Un nuovo universo, dove incontra lo Spider-Man di "Terra-67" (che si rivela essere la dimensione nella quale si svolge la serie animata del 1967). Il personaggio è tornato con un ruolo da comprimario nel sequel Spider-Man: Across the Spider-Verse del 2023, sempre doppiato da Isaac[4] e da Ruzza.